# Crònica de Lindos
La Crònica de Lindos és una inscripció en grec de l'any 99 aC trobada a Lindos (Rodes), que mostra les dedicacions que es van fer al temple d'Atena de Lindos abans de la destrucció del temple original cap al 392 aC. La crònica és una de les inscripcions hel·lenístiques més llargues que es conserven. Va ser excavada durant els primers anys del segle xx per una expedició danesa, que va trobar el bloc de pedra que s'utilitzava en el paviment d'una església medieval de Sant Esteve, a prop del teatre de Lindos. Conté decrets, així com un informe de les dedicacions anteriors dels governants i generals un bloc de pedra d'hora en el segle xx per una expedició danesa, el qual el va trobar utilitzat mentre pavimentant bloc de l'església romana d'Orient de Sant Esteve, a prop el teatre de Lindos. Conté decrets lindians, també informe en dedicacions anteriors de governants i generals per a la deessa Atena.
La crònica està inscrita en una llosa de marbre, d'aproximadament vuit-per-tres peus, que està trencat en dues peces. El catàleg de dedicacions conté aproximadament 45 entrades, encara que només se'n poden llegir 37. A més, la crònica conté quatre històries miraculoses atribuïdes a la deessa Atena, de les quals només es pot llegir bé, i dues fragmentàriament.
Va ser la primera crònica editada i publicada el 1912 per Christian Blinkenberg. La primera traducció anglesa la va publicar Carolyn Higbie el 2003.